# Grupo de estudos
Grupo de estudos, ou grupo de formação, é um pequeno grupo de pessoas que se encontram regularmente para discutir e aprofundar assuntos de interesse comum, geralmente de forma autônoma e cooperativa.
Tais grupos podem encontrar-se em escolas de ensino médio e universidades, assim como em empresas. Organizações de profissionais especializados também podem estimular a constituição e funcionamento de grupos de estudos.
Cada grupo é único e, conforme a formação e habilidades de seus membros,  define o conteúdo a ser explorado. Frequentemente, um líder que não está envolvido ativamente com o conteúdo estudado dirige as atividades do grupo. Grupos de acadêmicos na universidade, em regra, incluem de 5 a 20 estudantes e um coordenador ou tutor oriundo do programa de graduação. Grupos de profissionais são geralmente menores.
Um grupo de estudos diferencia-se de um grupo de trabalho por, em um grupo de trabalho, estabelecer-se, como objetivo, a feitura de um produto ou a atividade laboral, enquanto, no grupo de estudos, o êxito no aprendizado de cada membro é visto como o objetivo do grupo, e o desenvolvimento de habilidade técnica, específica e social define-se como objetivo secundário.

## Aplicação
Os grupos de estudos se utilizam, atualmente, em quase todas as atividades de formação, universidades, ensino avançado, aperfeiçoamento, etc. Os grupos de estudos são empregados como adjuvantes no aprofundamento de conteúdos, frequentemente entre dois tópicos do programa de ensino. Em muitas concepções, servem eles ao desenvolvimento independente de um conteúdo de aprendizagem.
Na moderna acepção, empregam-se os grupos de estudos em toda a aula. O papel do professor é, então, o de acompanhante do aprendizado pedagogo e moderador. Os alunos aprendem com autonomia e cooperação; elegem o conteúdo de aprendizagem ou a partir de um amplo leque de opções ou o determinam inteiramente por si mesmos.

## Avaliação de êxito
D.W. Johnson e R.T. Johnson descreveram em um trabalho acadêmico sobre aprendizagem cooperativa, critérios para a avaliação de êxito em grupos de estudos.
Dependência positivaOs membros do grupo dependem um do outro uma vez que nenhum deles pode obter êxito se os outros não participarem ou malograrem. Apenas por intermédio de uma adequada cooperação, os resultados almejados (objetivos comuns) podem ser alcançados. O objetivo comum torna a interdependência essencial, a qual, por sua vez, reforça a motivação dos participantes do grupo.
Responsabilidade individualCada membro é responsável pelas atividades do grupo como, por exemplo, a execução de tarefas e a participação nas atividades dos outros pela consecução do objetivo final. Os rendimentos de cada participante tornam-se visíveis e pesam no resultado final.
Interação construtivaOs aprendizes de um grupo estimulam-se a atingir o objetivos enquanto se ajudam na obtenção de informações, na execução de tarefas, na tomada coletiva de decisões, assim como nas discordâncias.
Habilidades sociaisAs habilidade sociais dos participantes são fomentadas de tal modo que o estudante se reconhece no grupo. Os membros constroem uma relação de confiança, a qual é reafirmada pelo trabalho em conjunto que se desenvolve. As habilidade sociais são, também, um pré-requisito para o êxito do grupo de estudos.
Reflexão do grupo de estudos: Não apenas através da retroalimentação (feedback) do instrutor otimiza-se o grupo de trabalho; os membros aprimoram suas atividades e melhoram o grupo de estudos quando tematizam e avaliam, regularmente, sua atividade em conjunto e as condições adequadas para a cooperação.